# Ельза Госк
Ельза Анна Софі Госк (швед. Elsa Anna Sofie Hosk; нар. 7 листопада 1988 року, Швеція) — шведська модель та баскетболістка. Співпрацює з компанією «Victoria's Secret», у щорічному показі якої брала участь у 2011, 2012 і 2013 роках.

## Кар'єра
Ельза виросла у Швеції. Під час навчання їй надходили пропозиції для модельних зйомок, вже у 14 вона почала працювати моделлю. Пізніше вирішила сконцентруватись на навчанні. Після цього Госк деякий грала в Національній баскетбольній лізі Швеції. Пізніше зазначила, що часті тренування допомогли їй у модельній кар'єрі.
Після дворічного періоду у професійному баскетболі почала отримувати пропозиції від модельних агенцій, тому переїхала до Нью-Йорка, щоб повністю сконцентруватися на моделінгу.
2011 року почала співпрацю з компанією «Victoria's Secret», з кінця 2014 — Ангел Victoria's Secret.

## Особисте життя
У 2008 році Ельза Госк почала зустрічатися зі шведським музикантом, в 2012 році пара розпалася. З власником компанії District Vision Томом Дейлі разом з 2015 року. В 2020 Госк заявила про вагітність, а 11 лютого 2021 року народила доньку Тууліккі Джоан.